# Lista över ämbetsverk inrättade av regeringen Erlander II
Detta är en lista över svenska ämbetsverk inrättade av den andra Erlanderregeringen, under den ämbetstid mellan oktober 1951 och oktober 1957 som denna regering existerade. Den andra Erlanderregeringen var en koalitionsregering mellan Socialdemokraterna och Bondeförbundet (1957 ändrat till Centerpartiet).

## 1952
- Nämnden för internationella sjukvårdsärenden (1 oktober)

## 1953
- Medicinalstyrelsens sjukvårdsberedskapsnämnd (1 juli)
- Ombusmannaämbetet för näringsfrihetsfrågor (1 oktober)
- Telestyrelsen (1 november)
- Statens råd för byggnadsforskning (1 november)

## 1954
- Näringsfrihetsrådet (1 januari)
- Försvarets fastighetsnämnd (1 april)
- Arméintendenturförvaltningen (1 juli)
- Armétygförvaltningen (1 juli)
- Försvarets förvaltningsdirektion (1 juli)
- Beredskapsnämnden för psykologiskt försvar (1 november)

## 1955
- Försvarets skolnämnd (1 april)

## 1956
- Sjöfartsstyrelsen (1 januari)
- Försvarets personalnämnd (1 mars)
- Statens nämnd för partiellt arbetsföra (1 juli)
- Statens institut för konsumentfrågor (1 september)

## 1957
- Statens pris- och kartellnämnd (1 januari)
- Oljelagringsrådet (1 juli)